# Neritonaclia argenteogutta
Neritonaclia argenteogutta är en fjärilsart som beskrevs av Embrik Strand 1920. Neritonaclia argenteogutta ingår i släktet Neritonaclia och familjen björnspinnare. Inga underarter finns listade i Catalogue of Life.